# Artern
Artern (do 31 grudnia 2018 Artern/Unstrut) – miasto i gmina (Landgemeinde) w Niemczech, w kraju związkowym Turyngia, w powiecie Kyffhäuser. Do 31 grudnia 2018 siedziba wspólnoty administracyjnej Mittelzentrum Artern, chociaż miasto do niej nie należało.
1 stycznia 2019 do miasta przyłączono dwie gminy Heygendorf i Voigtstedt, które stały się zarazem jego dzielnicami. Miasto pełni również od tego samego dnia funkcję "gminy realizującej" (niem. "erfüllende Gemeinde") dla gmin Borxleben, Gehofen, Kalbsrieth, Mönchpfiffel-Nikolausrieth oraz Reinsdorf.

## Historia

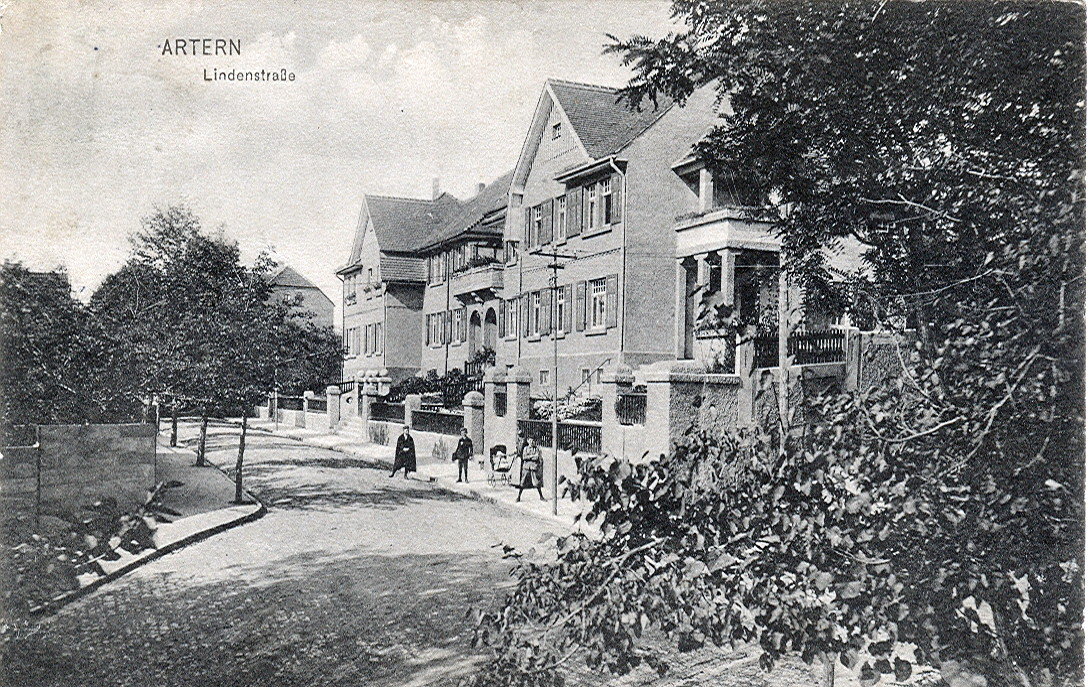
Artern na pocz. XX w.

Miejscowość wzmiankowana w IX w. pod nazwą Aratora. W 1323 otrzymała prawa miejskie. W 1579 została częścią Elektoratu Saksonii. W latach 1697–1763 należała do Augusta II i Augusta III). W ostatnich latach panowania Augusta II Mocnego powstała w mieście salina.
Od 1806 miasto stanowiło część Królestwa Saksonii, a od 1815 Prus, wraz z którymi znalazło się w granicach Niemiec w 1871. W czasie II wojny światowej znajdowała się tu filia niemieckiego obozu koncentracyjnego Buchenwald. Po wojnie w radzieckiej strefie okupacyjnej, w latach 1949–1990 część NRD. W 1995 przyłączono do miasta osadę Schönfeld.

## Zabytki
- Kościół Mariacki (Marienkirche), sięgający XII w.
- Kościół św. Wita (St. Veit), sięgający XIII w.
- Ratusz z pocz. XX w. (neobarokowy)

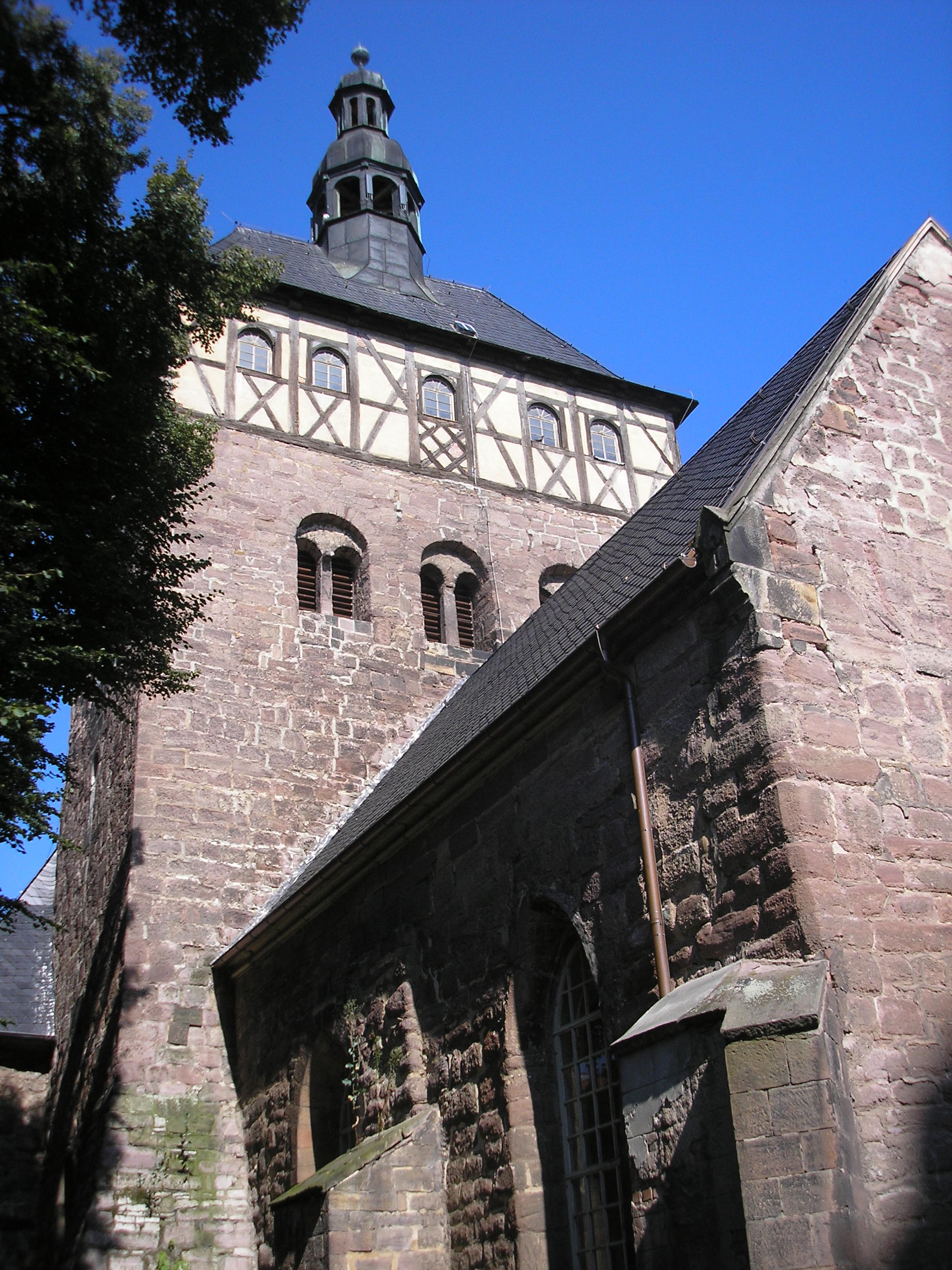
Kościół Mariacki (Marienkirche)
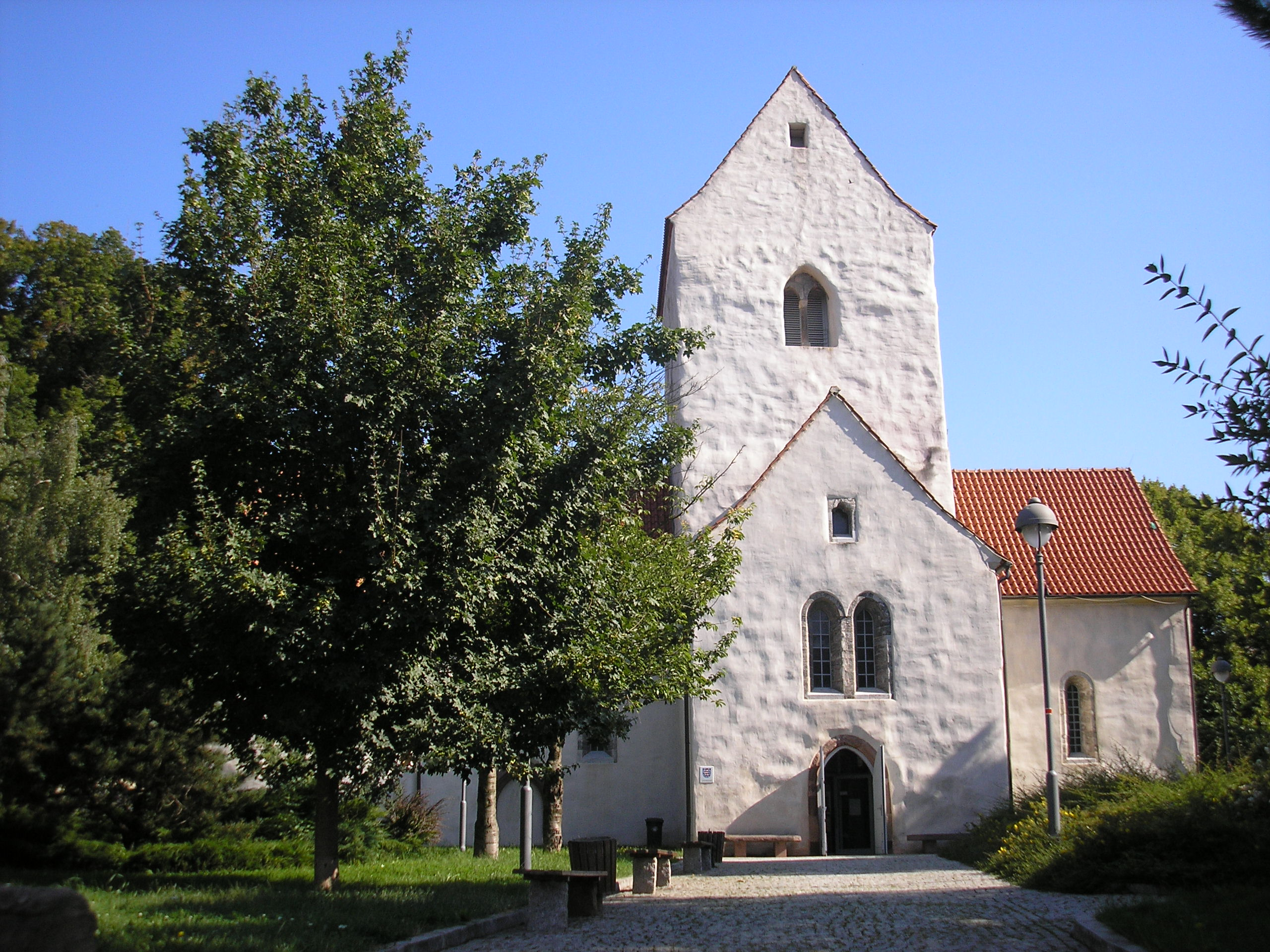
Kościół św. Wita (St. Veit)
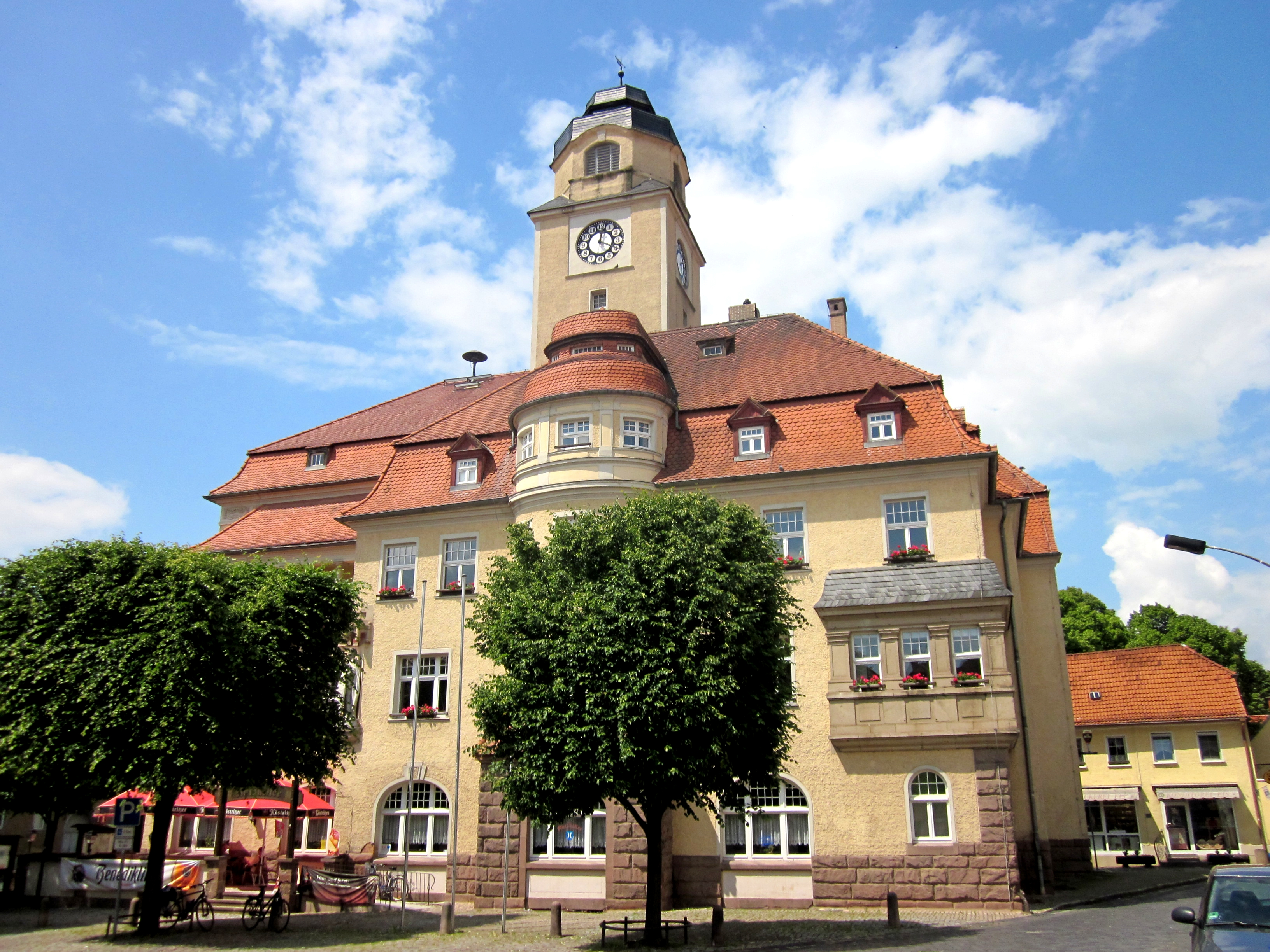
Ratusz

## Współpraca
Miejscowości partnerskie:
- Einbeck, Dolna Saksonia
- Mazingarbe, Francja
- Topolczany, Słowacja